# Jacinto Lucas Pires
Jacinto Lucas Pires (* 14. Juli 1974 in Porto, Portugal) ist ein portugiesischer Schriftsteller, Dramatiker, Drehbuchautor, Regisseur, Kolumnist und Musiker.

## Leben
Jacinto Lucas Pires wurde in Porto als Sohn des früheren Parteichefs und Politikers der CDS und Professors Francisco Lucas Pires und der Juristin Teresa Almeida Garrett, einer Nachfahrin des berühmten Dramatikers Almeida Garrett, geboren und entstammt großbürgerlichen Verhältnissen.
Er hat Jura an der Katholischen Universität in Lissabon sowie Filmwissenschaften an der New Yorker Film Academy studiert. Er ist aber hauptsächlich als Literat hervorgetreten. Sein erstes Buch veröffentlichte er 1996; es war der Erzählband Para Averiguar do seu Grau de Pureza.
Der vielseitige Autor ist als Musiker in der Gruppe Os Quais tätig sowie als Sportkolumnist, speziell für Fußball, für die Tageszeitung Jornal de Notícias.
Diverse Bücher oder Teile daraus wurden bereits ins Spanische, Englische, Französische, Kroatische, Norwegische und sogar Siamesische übersetzt.
Der Autor lebt in Lissabon.

## Auszeichnung
- Premio Europa - David Mourao-Ferreira, 2008.

## Werke
Drehbücher
- E so um minuto, 1998.
- Almirante Reis, 2000.
- Cinemar Amor, 2000.
- 14 de Fevereiro (a 1 de Abril), 2003.
- BD, 2004.

Regie
- Cinemar Amor, 2003.
- BD, 2004.

Erzählungen
- Para Averiguar do seu Grau de Pureza, Erzählband, 1996 (Debüt).

Außerdem erschienen Erzählungen von ihm bis 2005 in der Zeitung A Capital, seitdem in Jornal de Notícias.
Sonstige Bücher
- Azul-Turquesa (Fiktion, 1998),
- Abre para cá (Kurzgeschichten, 2000),
- Livro Usado (Reiseliteratur, 2001),
- Escrever, Falar (Bühnenstück, 2002),
- Do Sol (Roman, 2004).
- Perfeitos Milagres (Roman, 2007).

Theaterstücke
- Universos e frigoríficos (1998, inszeniert durch Manuel Wiborg)
- Arranha Céus (1999, inszeniert durch Ricardo Pais)
- Escrever Falar (2001, inszeniert durch Marcus Barbosa)
- Coimbra B (2003, inszeniert durch Manuel Barbosa, anlässlich der Aufnahme Coimbras ins UNESCO-Weltkulturerbe)
- Octávio no Mundo (2006, inszeniert durch Natália Vieira)